# Rohdendorfia
Rohdendorfia är ett släkte av tvåvingar. Rohdendorfia ingår i familjen blomflugor.
Kladogram enligt Catalogue of Life:
| Rohdendorfia | \| \| Rohdendorfia alpina \| \| \| \| \| \| Rohdendorfia dimorpha \| \| \| \| \| \| Rohdendorfia montivaga \| \| \| \| |
|              | \| \| Rohdendorfia alpina \| \| \| \| \| \| Rohdendorfia dimorpha \| \| \| \| \| \| Rohdendorfia montivaga \| \| \| \| |
|              | Rohdendorfia alpina |
|              | |
|              | Rohdendorfia dimorpha                                                                                                  |
|              | |
|              | Rohdendorfia montivaga                                                                                                 |
|              | |